# Lettre d'Amarna EA 5
La Lettre d'Amarna EA 5 est une correspondance entre Kadashman-Enlil Ier et Amenhotep III.
La lettre existe sous forme de deux artefacts, l'un au British Museum (BM29787) et l'autre au Musée du Caire (C12195),.
La lettre fait partie d'une série de correspondances de Babylone à l'Égypte, qui vont de EA 2 à EA 4 et de EA 6 à EA 14. EA 1 et EA 5 sont des correspondances de l'Égypte à la Babylonie,.

## Lettre EA 5: Dons de meubles égyptiens pour le palais babylonien
Lettre complète, mais lacunaire partout dans les lignes 1 à 33.

### Paragraphe 1
Lignes 1-12

« Donc Nibmuarjey Grand Roi, le roi d'Égypte. Dis à Kadašman-Enlil, le roi de Karadunniyaš, mon frère : Pour moi tout va (bien). Pour toi, tout va bien. Pour toi, ta maison, tes femmes, tes fils, tes magnats, tes troupes, tes chevaux, tes chars, et dans tes pays, tout va bien. Pour moi, tout va bien. Pour ma maison, [mes] femmes, [mes fils], mes magnats, mes ma[ny] troupes, mes [chevaux], mes chars, et dans [mes] pays, tout va très, très bien. »

### Paragraphe 2
Lignes 13-33

« Je viens d'apprendre que tu as construit de nouveaux quartiers. Je t'envoie ci-joint quelques meubles pour ta maison. En effet, je vais préparer tout ce qui est possible avant l'arrivée de ton messager qui amène ta fille. Lorsque ton messager sera de retour, je te les enverrai. Par la présente, je t'envoie, à la charge de Šutti, un cadeau de bienvenue pour la nouvelle maison : un lit d'ébène, recouvert d'ivoire et d'or ; trois lits d'ébène, recouverts d'or ; un uruššu d'ébène, recouvert d'or ; une chaise [d'ébène], recouverte d'or. Ces choses, le poids de tout l'or : 7 minas, 9 sicles d'argent. (En plus), dix repose-pieds d'ébène ; [ . . . ] d'ébène, recouverts d'or ; [ . . . ] repose-pieds d'ivoire, recouverts d'or ; [ . . . ] . . . d'or. Total 10 minas, et 7 shekels d'or. »